# Mine de Cavnic
La mine de Cavnic (en roumain : Zăcământul Cavnic) est une mine souterraine d'or, d'argent, de cuivre, de zinc et de plomb située en Roumanie, près de Cavnic, dans le județ de Maramureș. 
Elle a été exploitée de 1330 jusqu’à 2008. 
Les ressources s'élevaient à 640 000 onces d'or, 19,2 millions d'onces d'argent, 400 000 tonnes de plomb, 600 000 tonnes de zinc, et 200 000 tonnes de cuivre,.